# Piper fuertesii
Piper fuertesii är en pepparväxtart som beskrevs av C. Dc.. Piper fuertesii ingår i släktet Piper och familjen pepparväxter. Inga underarter finns listade i Catalogue of Life.